# Prohesperocyon
Prohesperocyon — викопний рід хижих ссавців з родини псових. Цей рід ендемічний для Північної Америки й жив у пізньому еоцені ≈ 36.6 млн років тому.
Prohesperocyon wilsoni був знайдений на аеродромі в окрузі Пресідіо, штат Техас. Цей викопний вид має комбінацію ознак, які остаточно позначають його як Canidae, включаючи зуби, які включають втрату верхнього третього моляра характерно збільшену кісткову буллу